# Pentaphyllum concinnum
Pentaphyllum concinnum là loài thực vật có hoa trong họ Hoa hồng. Loài này được (Richardson) Nieuwl. & Lunell mô tả khoa học đầu tiên năm 1916.